# Umma mesostigma
Umma mesostigma är en trollsländeart som först beskrevs av Selys 1879.  Umma mesostigma ingår i släktet Umma och familjen jungfrusländor. IUCN kategoriserar arten globalt som livskraftig. Inga underarter finns listade i Catalogue of Life.